# Das tödliche Patent
Das tödliche Patent ist ein deutscher Fernseh-Kriminalfilm aus dem Jahr 1963. Das Drehbuch von Helmut Pigge basiert auf dem 1960 erschienenen englischen Theaterstück A Clean Kill von Michael Gilbert.

## Handlung
Der Chemiker Charles Reese hat zusammen mit seiner Assistentin Ann Patten ein neuartiges Fleckenmittel entwickelt. Ein Chemiekonzern möchte ihm das Patent abkaufen, aber Reeses Ehefrau Hilda ist Miteigentümerin von Charles’ Firma und verhindert in einer Vorstandssitzung den Verkauf. Sie gibt vor, auf ein besseres Angebot warten zu wollen, tatsächlich ist sie aber nur eifersüchtig auf Ann: Sie glaubt, dass ihr Mann ein Verhältnis mit seiner Assistentin habe und lässt die beiden von dem Privatdetektiv Mr. Senior beschatten. Charles’ Freund und Anwalt Mr. Schofield leitet die Vorstandssitzung und versucht vergeblich, Hilda von dem Verkauf des Patents zu überzeugen. Hilda ist Alkoholikerin, und am Nachmittag desselben Tages fängt sie in Abwesenheit ihres Mannes einen Streit mit Ann an. Sie konfrontiert Ann mit den Beobachtungen des Privatdetektivs, dass Charles in Anns Wohnung war. Ann jedoch kontert diesen Vorwurf mit ihrem Verdacht, dass Hilda selbst einen Liebhaber habe, und zwar Mr. Senior. Als Charles am späten Abend zurückkehrt, findet er Hilda schwer betrunken im Schlafzimmer vor, neben ihr eine leere Whiskyflasche. Die alte Uhr, in der Hilda den Schlüssel zum Schrank mit dem Whisky versteckt hatte, war um vier Uhr stehengeblieben. Am nächsten Morgen ist Hilda tot.
Ein paar Wochen später: Die Untersuchungen zu Hildas Tod waren eigentlich schon abgeschlossen, wurden aber von Inspector Morland wieder aufgenommen. Die Haushälterin Mrs. Turvey hat ihn durch ihre Aussagen auf die Spur gebracht, außerdem hat der Gerichtsmediziner im Magen der Toten eine giftige Substanz gefunden, die auch in dem von Charles und Ann entwickelten Fleckenmittel vorkommt. Morland verhört nacheinander Ann und Charles und erfährt, dass nur diese beiden den Schlüssel zum Stahlschrank im Labor haben, in dem die Substanz verwahrt wird. Charles bringt sich selbst in Verdacht, indem er zugibt, Ann zu lieben. Außerdem hat er einen Zweitschlüssel zu dem Schrank mit dem Whisky. Morland nimmt ihn fest.
Nachts sitzt Ann allein in ihrem Labor im Haus der Reeses. Mr. Schofield kommt hinzu und sie zeigt ihm, was sie in der Schreibmaschine gefunden hat: Ein Blatt, auf dem schwache Buchstaben zu erkennen sind – als hätte jemand versehentlich zwei Blätter übereinander eingespannt und die Schrift hätte sich durchgedrückt. Darauf ist eine Vereinbarung zu lesen, dass Hilda ihre Anteile an Charles’ Firma ihrem Geliebten, Mr. Senior, vermachen werde. Ann schlussfolgert, dass Senior Hilda zur Unterschrift unter dieses Schreiben genötigt und sie später umgebracht habe, um schneller an das Geld zu kommen. Schofield ruft Senior an und bittet ihn herzukommen, um ihn dann mit den Vorwürfen zu konfrontieren. Dieser behauptet, Hilda gar nicht persönlich zu kennen und nur telefonisch mit ihr Kontakt gehabt zu haben. Indizien sprechen aber dagegen, beispielsweise kennt Senior den Hinterausgang des Hauses, obwohl er angeblich nie dort war.
Schofield schickt die Haushälterin Mrs. Turvey mit einer Nachricht an Inspector Morland zur Polizei, dieser solle sofort kommen. Während Schofield und Ann auf ihn warten, enthüllt Schofield ihr, dass er den Fall gelöst hat: Das Schreiben ist eine Fälschung von Ann. Die Uhr blieb stehen, als der Täter um vier Uhr den Schlüssel aus dem Versteck holte, um den Whisky zu vergiften – und jeder außer Ann hat für diese Zeit ein Alibi. Sie hat Hilda umgebracht, um zu verhindern, dass diese weiterhin Charles’ Leben zerstört. Der herbeigerufene Morland hielt sich noch versteckt, hat das Geständnis aber mit angehört und nimmt Ann fest.

## Produktion
Der Film ist eine Produktion der Bavaria Atelier für das ZDF und wurde am 17. Juli 1963 zum ersten Mal ausgestrahlt. 2021 erschien er bei Pidax auf DVD.

## Rezeption
„Spannendes, zum Teil hartes Kriminalstück, in dem Gewinnsucht und Zerrüttung einer Ehe zum Mord führen.“

Frank Brenner sieht den Film in seiner Rezension zur DVD-Veröffentlichung als Beispiel dafür, dass viele alte Fernsehfilme „inhaltlich weit mehr zu bieten haben als die 08/15-Fernsehunterhaltung unserer Tage“, lobt das beeindruckende Spiel und die „klug ausgedachten Geschichten“. Den von Horst Tappert gespielten, Trenchcoat tragenden und scheinbar unbedarften Inspector Morland sieht er als direkten Vorläufer von Inspector Columbo.